# Anja Schache
Anja Schache z d. Müller, ur. 29 marca 1977 w Poczdamie) – niemiecka florecistka, dwukrotna medalistka mistrzostw świata.
Podczas mistrzostw świata w Lipsku w 2005 roku wywalczyła srebrny medal w turnieju indywidualnym. W finale przegrała z Włoszką Valentina Vezzali. Na rozgrywanych cztery lata później mistrzostwach świata w Antalyi Niemki w składzie: Maria Bartkowski, Carolin Golubytskyi, Anja Schache i Katja Wächter zdobyły drużynowo brązowy medal.
Wystartowała na igrzyskach olimpijskich w Pekinie w 2008 roku, gdzie była piąta drużynowo, a indywidualnie zajęła 23. miejsce. Były to jej jedyne starty olimpijskie.
Ponadto zdobyła srebro w turnieju drużynowym na mistrzostwach Europy w Bourges w 2011 roku.
Trzykrotna indywidualna mistrzyni Niemiec we florecie kobiet.
Schache ukończyła akademię trenerską w Kolonii i studia z zakresu zarządzania międzynarodowego na uniwersytecie w Ansbach (Hochschule Ansbach). Od 1996 roku służy w wojsku (Sportsoldatin, Hauptfeldwebel in der Sportfördergruppe der Bundeswehr Frankenberg/Sachsen).
Jej mężem jest niemiecki florecista Lars Schache. 